# 宗教排外主義

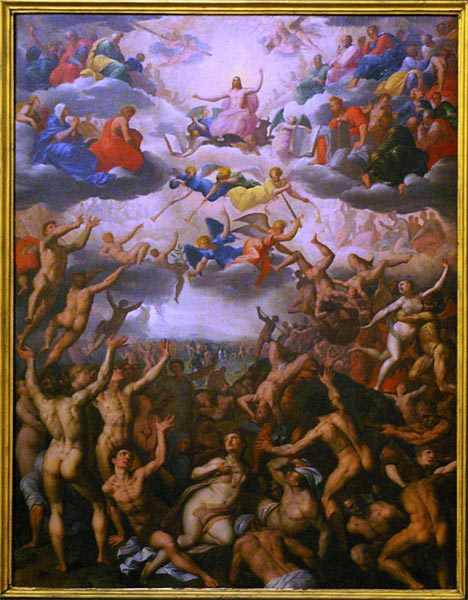
最后的审判，雅各布•德•贝克的画，约1580年：信徒升入天堂，而罪人和拒绝信仰的人注定要陷入地狱。

宗教排外主义，是指只相信特定的宗教為真实的学说。这与宗教多元主義或宗教包容主義相反，后者认为所有宗教都对上帝的存在提供了有效的回应 。

## 佛教
为了確定佛教是否一个排外性的宗教，人们进行了一些實驗，首先指出那些不接受佛陀教义的人，例如八聖道分，並提出注定要通过无休止的转世来重复苦难的循环，而那些实践正确方法的人可以得到解脫。新的佛教团体有时将他们的传统视为开悟的真正途径，并對他們認為在苦難中的人們進行傳教。与日莲佛教有关的几个派别亦包括在这个类别中。 但這解釋並沒有考慮到，佛陀曾经说过，他進入人間生活後經歷不少輪迴，應用了不同的身份、性別乃至動物等等。 
然而，亞洲宗教很多信徒都并不是排外主义者。例如，有数千万佛教徒同時亦都支持儒教和道教 。 

## 基督教
许多基督教教派认为他们是一个真正的教会，同時耶稣賦了他們一個大使命 。天主教会、正教會、東方正統教會和東方亚述教会都把自己理解为唯一的原始教会。 這與對尼西亚信经中提到的教會四特徵的第一个信條有关：“至一、至聖、至公、使徒所傳”，各教派都認為自己符合對「一個真正的教會」的教義。然而，教派分裂在某种程度上缓和了一些教会之间相互竞争的主张。至少，天主教和东正教都将彼此视为純粹的分裂而不是异端 。 
同样，许多团体，例如耶稣基督后期圣徒教会也将使徒傳承视为构成一个真正教会的基本要素，他們认为该教会继承了基督的精神、教会和圣礼的权威以及耶稣基督给使徒的责任。其他团体，例如基督堂教會，则支持“ 最后信使”的学说，雖然並沒有这种傳承。 但是他们相信在信仰或实践上已经恢復了原始教會。而基督复临安息日会則認為是忠实的余民 ，同時亦相信他們是一个真正的教会。 
新教徒根據神學術語「隱形信徒」的定義，經已接受洗禮的基督徒都可视为教會的成员。而其他基督教徒，例如英國國教高教會派，他們拥护著一种分支理论，该理论支持真正的基督教教会包括英国国教、东正教， 旧天主教、东方东正教、路德教会和罗马天主教都同為分支。 

## 印度教
印度教是屬於一個對一神教抱持宗教包容主義的宗教，大多数印度教徒都接受上帝的所有版本。包括耶稣、阿拉和宇宙任何部分的其他版本。

## 伊斯兰教
穆斯林认为， 伊斯兰教是由穆罕默德所啟示的信仰。穆斯林认为， 伊斯蘭教的先知訊息随着时间的流逝而被部分改变或破坏 并认为古兰经是阿拉的不变，也是阿拉的最後启示。宗教教義包括伊斯兰的五功，这五功為基本概念和强制性的礼拜行为，除此以外亦需要遵循伊斯兰法律 ，该法律几乎触及生活和社会的方方面面，涉及从银行、福利到战争和环境的方方面面。  
伊斯兰对多神论宗教抱持宗教排外主义，但对一神論宗教包括基督教徒和犹太人的則抱持包容主义。信奉上帝一体的信徒被赋予了齊米的地位，並赋予了他们某些权利。包括公开信奉宗教的权利，以及不須接受伊斯兰教的压力。 
話雖如此，實際上，他們並没有实行犹太人和基督徒的包容主義，但是也没有實行对“异教徒”的激进排外主义。 三位一体的基督徒因崇拜圣像而被指控为偶像崇拜，有时由于三位一体和化身的教义而有时被视为多神教徒。 在伊斯兰的统治下，犹太人通常比基督徒獲得更好的待遇。而犹太人和基督徒相比其他宗教又更有利。     
今天，伊斯兰教对其他宗教的基本态度没有改变，某些伊斯兰国家（例如沙特阿拉伯和伊朗）对其他宗教的排斥程度更高于印度尼西亚和埃及等其他宗教。 
伊斯兰教接受真诚的犹太人、基督徒和拜星教徒。他們與穆斯林一起可被稱作“有經者” 。 

## 犹太教
大多数犹太人相信亚伯拉罕的神是唯一的真神。犹太人相信亚伯拉罕神与古代以色列人立约，将他们标记为被选中的民 ，使他们担负着传播神的使命。犹太人并不认为自己的选择是对其他国家优越的标志，而是有责任作为其他国家效仿的榜样。 

## 參见
- 排外主義
- 基督教
- 佛教
- 宗教